# José María Errandonea
José María Errandonea Urtizberea (nascido em 12 de dezembro de 1940) é um ex-ciclista profissional espanhol que participava de competições de ciclismo de estrada. Ele competiu em duas provas nos Jogos Olímpicos de Roma 1960.